# Île Petite Anse
Pour les articles homonymes, voir Avery.
L'île Petite Anse (Avery Island en anglais) est un dôme salin situé dans la paroisse de l'Ibérie en Louisiane aux États-Unis, à cinq kilomètres à l'intérieur des terres de la baie Vermilion, laquelle partage les eaux du Golfe du Mexique. L'île est connue pour être le lieu d'origine de la sauce Tabasco.

## Histoire
L'île est nommée d'abord « Île Petite Anse » à l'époque de la Louisiane française. L'île de la Petite Anse était une plantation de canne à sucre. 
Vers 1830, la famille Avery, d'origine acadienne et normande, s'installe sur cette île qui prend le nom patronymique de ses propriétaires. 
En 1868, l'île est le lieu où nait la sauce Tabasco qui y est toujours produite.

## Géographie

Mine de sel dans les années 1930.

L'île est entourée de tous côtés par des bayous (lents et boueux), des marais salants et des marécages. L'île se trouve à environ 225 km à l'ouest de La Nouvelle-Orléans.

## Géologie
L'île est en fait un énorme dôme salin de sel gemme de 5 km de long sur 2 km de large. Elle a été créée par la remontée d'anciennes évaporites (dépôts de sel qui se forment dans la région du delta du Mississippi). Le sel fut exploité avant la Seconde Guerre mondiale.
À son point culminant, l'île atteint l'altitude de 50 mètres. L'île couvre une superficie de près de 9 km2. Elle se situe à quatre kilomètres de la côte.
En 1942 sont découvertes des réserves de pétrole. Les oléoducs sont enfouis dans le sol afin de protéger cette nature jusque-là préservée.

## Écosystème et biodiversité
L'île est aussi un site naturel, où se trouvent les "Jungle Gardens", ainsi que le sanctuaire pour les oiseaux marins et migrateurs venus nicher, appelé  Bird City.

### Réserve ornithologique
Sous la direction de la famille Avery, l'île a conservé une certaine biodiversité. Vers 1895, la famille Avery fonde une réserve ornithologique qui prit le nom de "Bird City". Cette réserve devient un centre de soins pour les oiseaux blessés par des prédateurs et des chasseurs. Par exemple, des aigrettes qui furent soignées dans ce centre reviennent chaque année dans ce domaine protégé.

### Flore
La famille Avery a introduit des plantes exotiques, notamment de nombreuses variétés d'azalées, de camélias du Japon, de papyrus, d'hortensias, de bambous, des glycines et autres plantes rares. L'ensemble de cette flore constitue aujourd'hui le "Jungle Gardens".